# Crenidorsum wendlandiae
Crenidorsum wendlandiae là một loài côn trùng cánh nửa trong họ Aleyrodidae, phân họ Aleyrodinae.
Crenidorsum wendlandiae được Jesudasan & David miêu tả khoa học đầu tiên năm 1991.